# The Cry of Love
The Cry of Love är ett postumt album av Jimi Hendrix, utgivet 1971 efter att han avlidit 1970. Det består främst av musik han arbetade på vid tiden för sin bortgång, men innehåller även äldre låtar. Den mest kända låten är troligen "Angel" som också utgavs på singel tillsammans med "Freedom". Musiken återutgavs 1997 tillsammans med mer material från samma period under namnet First Rays of the New Rising Sun.

## Låtlista
Samtliga låtar skrivna av Jimi Hendrix.
1. "Freedom" - 3:25
2. "Drifting" - 3:48
3. "Ezy Ryder" - 4:10
4. "Night Bird Flying" - 3:50
5. "My Friend" - 4:38
6. "Straight Ahead" - 4:42
7. "Astro Man" - 3:32
8. "Angel" - 4:25
9. "In from the Storm" - 3:41
10. "Belly Button Window" - 3:37

## Listplaceringar
| Lista (1971)   | Position            |
| -------------- | ------------------- |
| Australien     | 4 (Go Set)          |
| Finland        | 5                   |
| Frankrike      | 10                  |
| Kanada         | 3 (RPM)             |
| Nederländerna  | 3                   |
| Norge          | 7 (VG-lista)        |
| Storbritannien | 2 (UK Albums Chart) |
| Sverige        | 5 (Kvällstoppen)    |
| USA            | 3 (Billboard 200)   |
| Västtyskland   | 15                  |